# Kara Mahmud Paixà

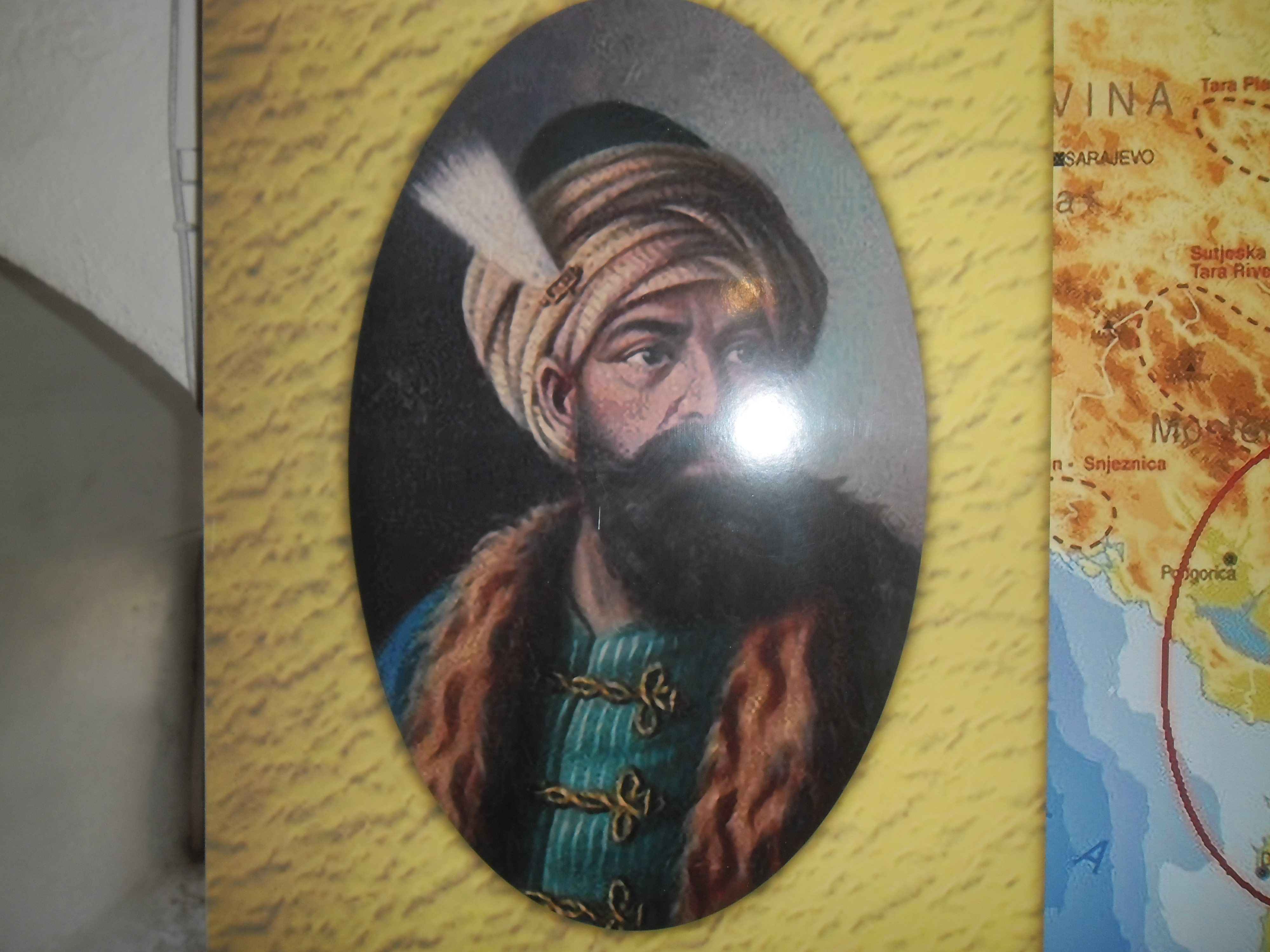

Kara Mahmud Paixà fou un notable local albanès, membre de la família Buixatli, que va exercir el poder al sandjak de Shkodër del 1776 al 1796.
Va agafar el poder el 1776 succeint al seu germà Mustafa i va portar el títol honorífic de Mirmiran. Aprofitant la debilitat del poder central i les guerres en les quals els otomans estaven implicats contra Àustria i Rússia, va posar sota el seu domini tota l'Albània del nord i part de la central i va lluitar contra els paixàs veïns, especialment Okhrili Ahmed Pasha i Alí Paixà Tepedelenli de Janina; també es va enfrontar al governador de Bòsnia i li va arrabassar les fortaleses de Podghoridja (Podgorica) i d'Ishpuzi (Spuz). Interiorment es va aliar als muntanyesos malisors i va encoratjar el comerç amb els venecians (d'aquest comerç en va treure beneficis particulars com havia fet el seu pare).
La Porta el va declarar rebel i va enviar una expedició (1784/1785) dirigida pel kapudan pasha Djezairli Hasan Pasha. Kara Mahmud Pasha es va rendir però va demanar perdó i fou restablert en el seu càrrec. Poc després (1785) va envair Montenegro i va contactar a Àustria per anar en contra del sultà; de l'emperador va obtenir la promesa de ser reconegut com a sobirà independent. El 1786/1787 es va produir una segona expedició otomana dirigida per Tepedelenli Ali Pasha de Janina i del governador de Rumèlia Aydoslu Mehmed Pasha, que va fracassar i finalment fou altra vegada perdonat a condició de donar suport als otomans en la guerra contra Àustria. Va demostrar la seva lleialtat assassinant a una missió austríaca dirigida per Brugnard i va rebre la investidura com a walilik nominal d'Anatòlia i comandant en cap de les forces turques concentrades a Yeni-pazar (1789); el 1790 va assolir el càrrec de serasker a Vidin, però altre cop proper de la revolta fou destituït i va retornar a Ishkodra (Iskenderiye, Skadar) i el 1793 fou enviada contra la regió una nova expedició dirigida pel governador de Rumèlia, Abu Bakr Pasha, que no va reeixir; un nou intent l'any següent dirigit per Tepedelenli Ali Pasha també va fracassar (1794).
Durant aquest temps a més estava en guerra contra Pere I Petròvitx de Montenegro al que mai va poder dominar i a la seva segona expedició el 1796 (la primera fou el 1785) fou completament derrotat i mort el setembre de 1796.